# 342 (číslo)
Tři sta čtyřicet dva je přirozené číslo, které následuje po čísle tři sta čtyřicet jedna a předchází číslu tři sta čtyřicet tři. Římskými číslicemi se zapisuje CCCXLII a řeckými číslicemi τμβ.

## Matematika
342 je:
- Abundantní číslo
- Nešťastné číslo
- Součet svých tří největších dělitelů kromě čísla samotného

## Astronomie
- (342) Endymion je planetka hlavního pásu, kterou objevil v roce 1892 Max Wolf

## Doprava
- Silnice II/342 je česká silnice II. třídy vedoucí na trase Heřmanův Městec – silnice I/2[1]

## Roky
- 342
- 342 př. n. l.